# Anomaloglossus ayarzaguenai
Anomaloglossus ayarzaguenai es una especie de anfibio anuro de la familia Aromobatidae.

## Distribución geográfica
Esta especie es endémica de Cerro Jaua en el estado de Bolívar, Venezuela. Habita a 1600 m de altitud.

## Etimología
Esta especie lleva el nombre en honor a José Ayarzagüena.

## Publicación original
- La Marca, 1997 "1996" : Ranas del género Colostethus (Amphibia: Anura:Dendrobatidae) de la Guayana Venezolana con la descripción de siete especies nuevas. Publicaciones de la Asociación de Amigos de Doñana, vol. 9, p. 1-64.[5]